# Ryo Oishi
Ryo Oishi (大石 玲 Oishi Ryo?), född 13 juli 1977 i Shizuoka prefektur, är en japansk före detta fotbollsspelare.
Oishi började sin karriär 1996 i Shimizu S-Pulse. Med Shimizu S-Pulse vann han japanska ligacupen 1996. 1999 flyttade han till Mito HollyHock. Efter Mito HollyHock spelade han för Sun Miyazaki och FC Ryukyu. Han avslutade karriären 199.